# Guillermo de Jülich-Cléveris-Berg
Guillermo de Jülich-Cléveris-Berg (en alemán: Wilhelm Jülich-Kleve-Berg) (Düsseldorf, 28 de julio de 1516 - Düsseldorf, 5 de enero de 1592) fue duque de Jülich-Cléveris-Berg desde 1539 hasta su muerte.

## Biografía
Era hijo de Juan III de Cléveris y de su esposa María de Jülich-Berg (hermano de la reina de Inglaterra, Ana de Cléveris). En 1538 heredó el Ducado de Gueldres de Carlos de Egmond lo que le supuso enfrentamientos con el Imperio, el ducado de su padre al morir este en 1539 y el de su madre en 1543, fusionando ambas posesiones.
El 16 de julio de 1542 sus tropas invadieron los Países Bajos de los Habsburgo iniciándose la tercera guerra de sucesión de Gueldres, siendo derrotado por las tropas imperiales de Carlos V, teniendo que firmar el 7 de septiembre de 1543 el tratado de Venlo, por el que tuvo que ceder al emperador el Ducado de Gueldres y el Condado de Zutphen. Además de comprometerse a permanecer dentro de la Iglesia católica.

## Matrimonio e hijos
Se casó con la joven Juana III de Navarra en 1541, pero el matrimonio, debido a exigencias políticas, fue anulado cuatro años más tarde.
El 18 de julio de 1546, se casó con María de Habsburgo-Jagellón, hija del emperador Fernando I de Habsburgo, con quien tuvo siete hijos:
- María Leonor de Cléveris (1550-1608), casada con Alberto Federico de Prusia;
- Ana de Cléveris (1552-1632), casada con Felipe Luis del Palatinado-Neoburgo;
- Magdalena de Cléveris (1553-1633), casada con Juan I del Palatinado-Zweibrücken, hermano de Felipe Luis;
- Carlos Federico de Cléveris (1555-1575);
- Isabel de Cléveris (1556-1561);
- Sibila de Cléveris (1557-1627), casada con Carlos II de Austria, Margrave de Burgau;
- Juan Guillermo de Cléveris (28 de mayo de 1562-25 de marzo de 1609), obispo de Münster, conde de Altena, duque de Jülich, Cleves y Berg.

| Predecesor: Juan III              | Duque de Cléveris 1592-1609 | Sucesor: Juan Guillermo de Cléveris |
| Predecesor: Carlos II de Güeldres | Duque de Güeldres 1538-1543 | Sucesor: Carlos III de Güeldres     |